# Конфор
Конфор (фр. Confort) је насељено место у Француској у региону Рона-Алпи, у департману Ен (Рона-Алпи).
По подацима из 2011. године у општини је живело 539 становника, а густина насељености је износила 46,23 становника/km².

## Демографија
| 1962. | 1968. | 1975. | 1982. | 1990. | 2011. |
| ----- | ----- | ----- | ----- | ----- | ----- |
| 270   | 349   | 377   | 397   | 449   | 539   |